# Verwaltungsgliederung Senegals
Die Verwaltungsgliederung Senegals gestaltet sich territorial und organisatorisch weitgehend nach dem Vorbild Frankreichs, der früheren Kolonialmacht Senegals, und kennt ebenfalls Regionen, Départements und Arrondissements, denen die Gemeinden (französisch commune) als unterste Ebene der Collectivités territoriales unterstellt sind. Fünf Großstädte (villes) in und um die Metropolregion Dakar sind in Arrondissements und Communes unterteilt: Dakar, Guédiawaye, Pikine, Rufisque und Thiès. Für die drei erstgenannten Großstädte wurden eigene Départements geschaffen. Im Rest des Landes dienen meist zwei bis vier Arrondissements zur Untergliederung der Départements, wobei einige größere communes, die den Gemeindestatus nicht erst seit 2014 tragen, keinem Arrondissement unterstellt sind, sondern direkt dem Département.

## Geschichte
Mit der Unabhängigkeit übernahm Senegal zunächst aus der Kolonialzeit die Gliederung in Kreise (Cercles). 1962 wurden die Kreise in Arrondissements unterteilt und 1964 wurden die Kreise zu Départements. Im Jahr 1976 wurde durch das Gesetz Nr. 76-61 vom 26. Juni 1976 eine dreistufige Gliederungsstruktur geschaffen, mit Regionen, Départements und Arrondissements. Regionen gab es zwar schon 1960, sieben an der Zahl, jedoch waren deren Kompetenzen noch sehr gering. Dies änderte sich nach und nach, und 1976 wurde eine achte Region Louga durch Teilung der Region Diourbel geschaffen. 1984 wurde die Zahl der Départements durch das Gesetz Nr. 84-22 vom 24. März 1984 auf drei je Region begrenzt und vier neue Regionen wurden geschaffen (Kolda, Ziguinchor, Fatick und Kaolack). 2002 wurde das Département Matam aus der Region St. Louis ausgegliedert und in den Status einer Region erhoben. Mit dem Gesetz Nr. 2008-14 vom 18. März 2008 wurden schließlich weitere drei Regionen geschaffen aus den bisherigen Départements Kaffrine, Kédougou und Sédhiou, die aus den Regionen Kaolack, Tambacounda und Kolda ausgegliedert wurden.
Bei der Unabhängigkeit 1960 hatte Senegal etwa 30 als Gemeinde verfasste Städte (communes). Und eine Verordnung von 1957 gab den Inhabern von traditioneller Territorialgewalt die Vollmacht, Landgemeinden (Communautés rurales) als Körperschaften mit einer gewissen finanziellen Eigenständigkeit zu schaffen. Ausgehend von der Region Thiès wurden im Sinne einer Dezentralisation zwischen 1972 und 1996 nach und nach in allen Regionen Regierungen geschaffen. Seitdem gab es im Land drei Arten von Selbstvertretungskörperschaften, nämlich Regionen, Landgemeinden (Communautés rurales) und Kommunen (communes d’arrondissement als Stadtbezirke in den Großstädten und communes als städtische Kommunen). Nach Abschluss der territorialen Verwaltungsreform gliederte sich Senegal im Jahr 1996 in 10 Regionen, 30 Départements, 91 Arrondissements, 60 Communes, 43 Communes d’arrondissement sowie 320 Communautés rurales. Diese Verwaltungseinteilung wurde seitdem einige Male modifiziert.
Mit Gesetz vom 28. Dezember 2013 wurde die Verfassung der Gebietskörperschaften (Code général des Collectivités locales) grundlegend neu gefasst mit dem erklärten Ziel einer vollständigen Kommunalisierung. Diese Reform wurde nach den großen Kommunalreformen von 1972 und 1996, die ebenfalls eine Dezentralisierung der staatlichen Verwaltung zum Ziel hatten, „Acte III de la décentralisation“ genannt. Alle Landgemeinden (communautés rurales) und die großstädtischen „communes d’arrondissement“ erhielten den Status von Gemeinden (communes). Ferner verloren die Regionen ihren Status als Gebietskörperschaften und die Départements haben ebendiesen Status erlangt. 
Seitdem gab es im Land 552 Gemeinden und fünf Großstädte (villes) mit insgesamt 557 Ratsgremien. Mit den Kommunalwahlen am 29. Juni 2014 trat diese Stufe der Dezentralisierung in Kraft. Gleichzeitig wurden die Regionalräte von den neu konstituierten Départementsräten abgelöst. Die Zuständigkeiten zwischen den Communes und den Départements wurden neu abgegrenzt. Die Großstädte (Villes) sollten mit den in ihren Grenzen geschaffenen Communes die Zuständigkeiten gemeinsam nutzen können. Diese Reform war durchaus umstritten, warf Fragen auf und wurde nicht durchweg als zielführend gesehen.
Im Jahr 2021 trug die Regierung der stetig wachsenden Urbanisierung der Metropolregion Dakar Rechnung. Sie gliederte per Dekret das Arrondissement des Niayes aus der Großstadt Pikine und die Stadt Jaxaay-Parcelles aus dem Département Rufisque aus und schuf daraus ein neues Département, das Département Keur Massar. Das Land ist seitdem in 46 Départements gegliedert.